# Cauldon
Cauldon lub Caldon – wieś w Anglii, w Staffordshire, w dystrykcie Staffordshire Moorlands, w civil parish Waterhouses. W 1931 civil parish liczyła 422 mieszkańców. Cauldon jest wspomniana w Domesday Book (1086) jako Caldone.